# Итаитуба (микрорегион)

Итаитуба на карте.

Итаитуба (порт. Microrregião de Itaituba) — микрорегион в Бразилии, входит в штат Пара. Составная часть мезорегиона Юго-запад штата Пара. Население составляет 209 531 человек на 2010 год. Площадь — 189 595,095 км². Плотность населения — 1,11 чел./км².

## Демография
Согласно сведениям, собранным в ходе переписи 2010 г. Национальным институтом географии и статистики (IBGE), население микрорегиона составляет:
| Полное население                             | Полное население                             | Полное население                             | Полное население                             | 209 531 |
| -------------------------------------------- | -------------------------------------------- | -------------------------------------------- | -------------------------------------------- | ------- |
| в том числе:                                 | Городское население                          | 117 460                                      | Процент городского населения, %              | 56,06   |
|                                              | Сельское население                           | 92 071                                       | Процент сельского населения, %               | 43,94   |
|                                              | Мужское население                            | 109 541                                      | Процент мужского населения, %                | 52,28   |
|                                              | Женское население                            | 99 990                                       | Процент женского населения, %                | 47,72   |
| Плотность населения, чел/км²                 | Плотность населения, чел/км²                 | Плотность населения, чел/км²                 | Плотность населения, чел/км²                 | 1,11    |
| Население микрорегиона в % к населению штата | Население микрорегиона в % к населению штата | Население микрорегиона в % к населению штата | Население микрорегиона в % к населению штата | 2,76    |

## Статистика
- Валовой внутренний продукт на 2003 год составляет 597 490 048,00 реалов (данные: Бразильский институт географии и статистики).
- Валовой внутренний продукт на душу населения на 2003 год составляет 2738,21 реалов (данные: Бразильский институт географии и статистики).
- Индекс развития человеческого потенциала на 2000 год составляет 0,690 (данные: Программа развития ООН).

## Состав микрорегиона
В составе микрорегиона включены следующие муниципалитеты:
1. Авейру
2. Итайтуба
3. Жакареаканга
4. Нову-Прогресу
5. Рурополис
6. Трайран